# 淺膚色

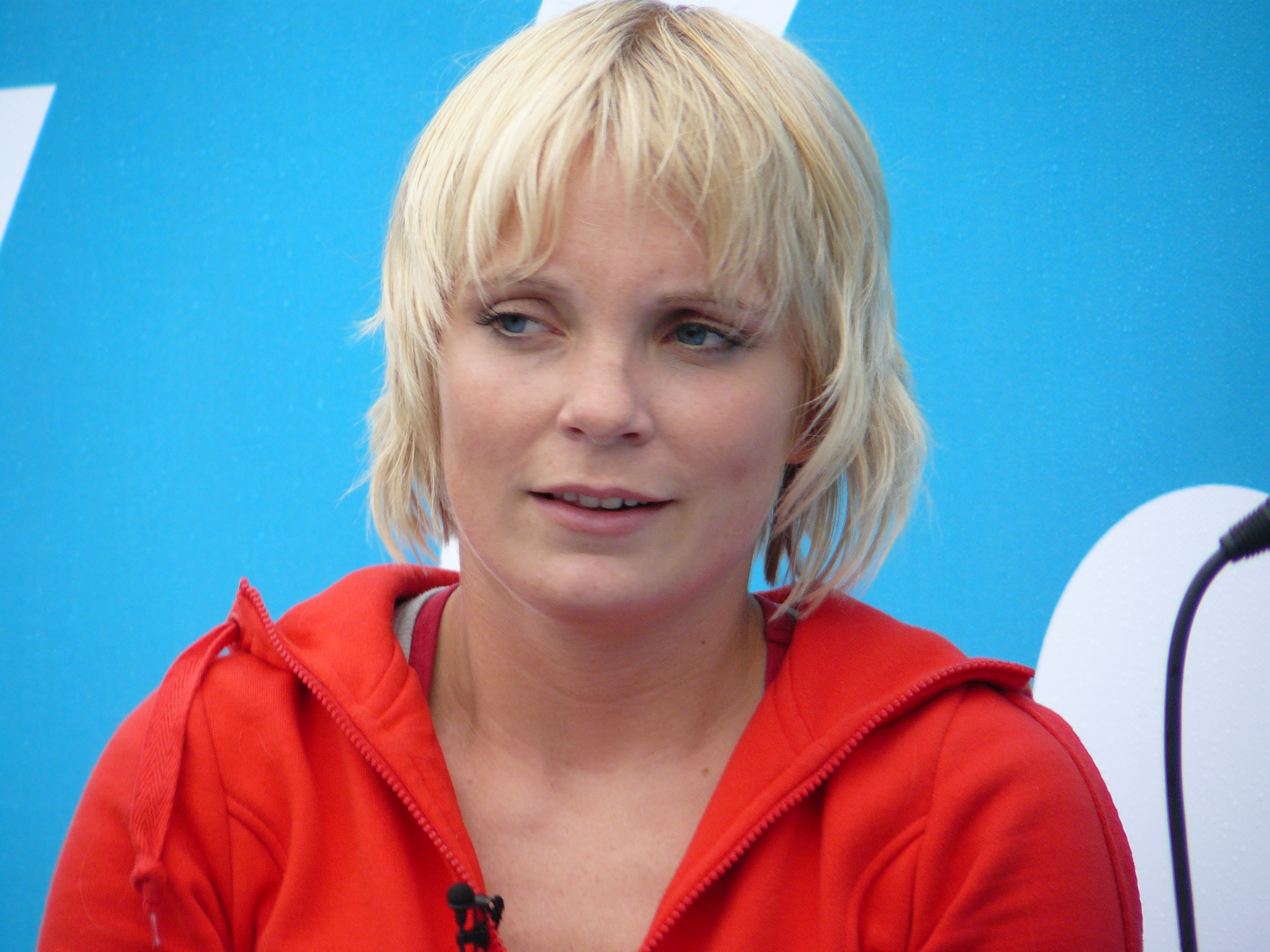
皮肤白皙的挪威人

淺膚色是指一種顏色較白的膚色，擁有淺膚色的人黑色素較少，而且一般生活在紫外线較弱的地區，他們一般會被稱作白人。 欧洲和东北亚的原住民的膚色較淺。  浅肤色人群起初都几乎居住在远离赤道的高纬度地区，這些地方的太阳光强度较低。 
1960年代，生物化学家W. Farnsworth Loomis發現，生活在高緯度的淺膚色人群能吸收更多的维生素D。浅色（菲茨派屈克度量 II 型）皮肤的人产生前维生素D3的速度比深色皮肤（ V 型）的人要快5-10 倍。而一定量的维生素D有助于人體吸收更多的钙。 不過深肤色人群可以通過飲食來攝取维生素D，例如 驯鹿的肉、内脏和脂肪都含有大量维生素D。 
黑色素可以防止葉酸耗盡出現葉酸缺乏症以及DNA受损。 所以淺膚色人群如果居住在太阳光強度較高的赤道附近時，他們體內叶酸耗竭的风险會增加。如果叶酸耗尽的話，他们會面临更高的DNA损伤、先天性障碍和罹患多种癌症（尤其是皮膚癌的风险。 而且膚色特別淺的人容易出現雀斑。肤色非常浅的人（ I 型和II 型）在黑色素细胞中产生的黑色素非常少，并且在紫外线辐射的幾乎很難產生黑色素，所以這類人也容易晒伤，並且皮肤下的结缔组织和脱氧核糖核酸會被破壞，过早衰老和罹患皮膚癌。 III-IV型膚色的人在受到紫外線輻射後就能产生黑色素。
隨著新航路開闢後各大洲人员流动日益頻繁，当今世界各地都有浅肤色人群。 

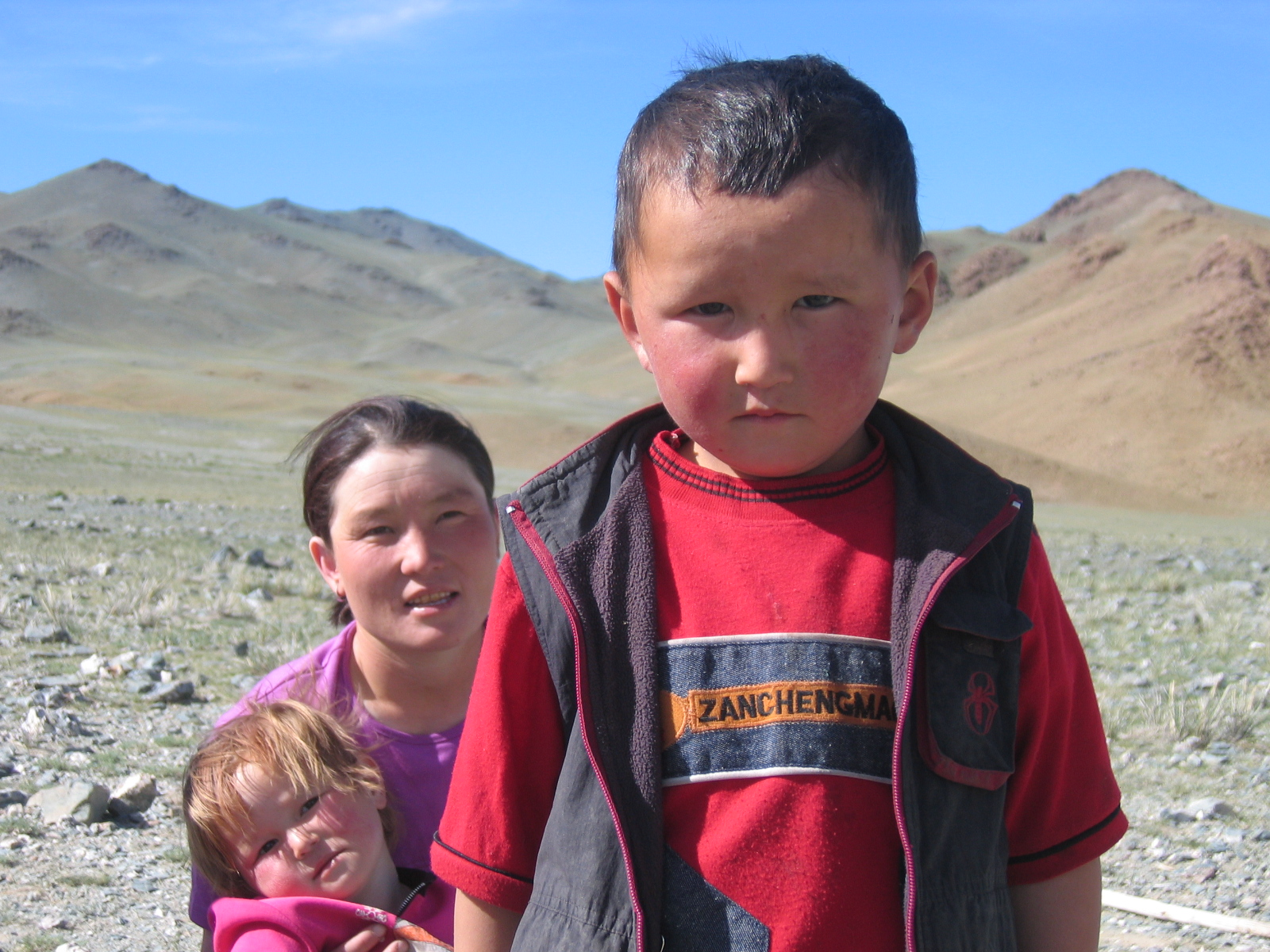
蒙古国和满洲的一些人皮肤也比較白皙

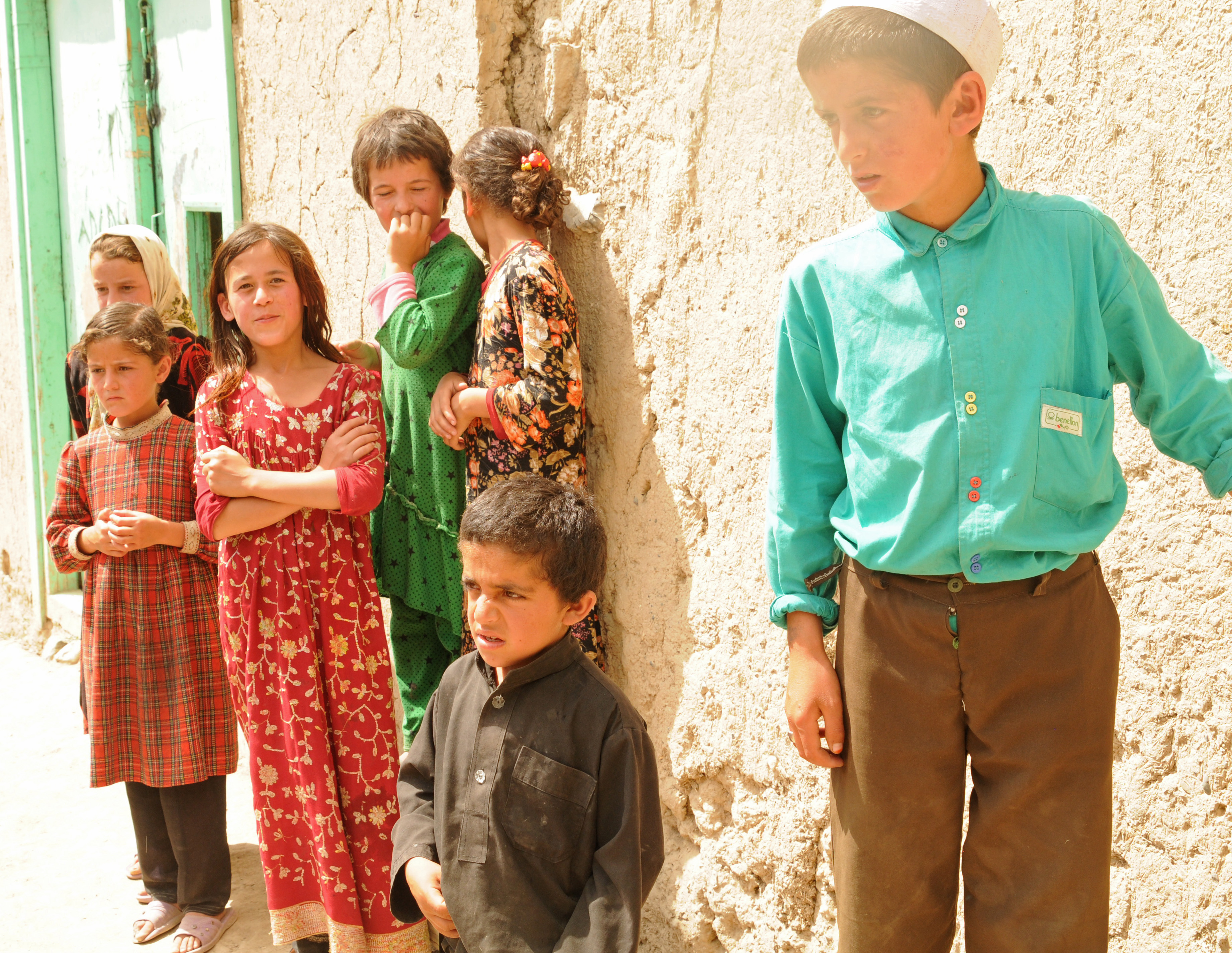
阿富汗和巴基斯坦境內的一些浅肤色人群

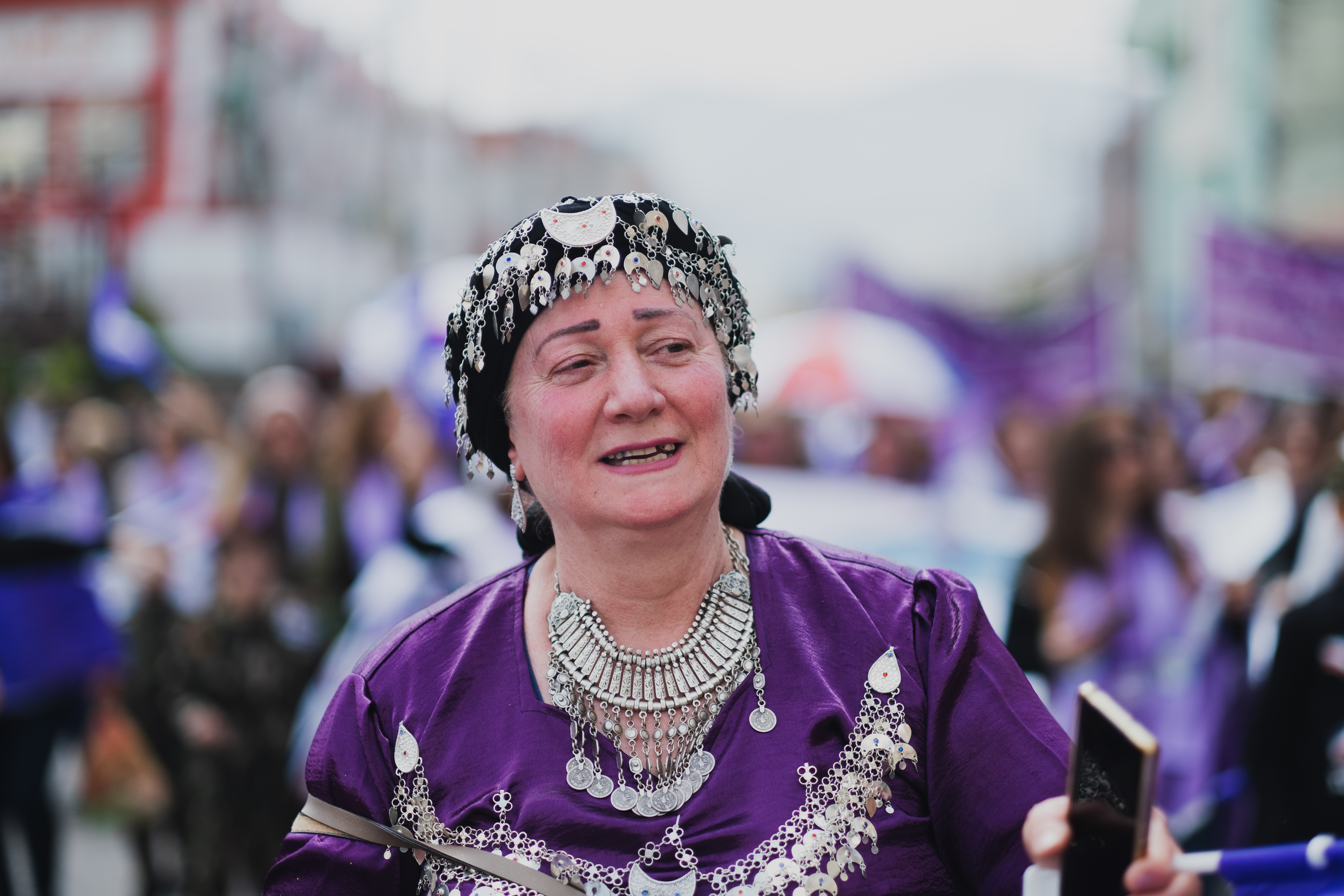
皮肤白皙的亚述人